# Cyclodina lichenigera
Cyclodina lichenigera é uma espécie de réptil escamado da família Scincidae. Pode ser encontrada na Austrália e na Ilha Norfolk.